# Hagiomantis ornata
Hagiomantis ornata är en bönsyrseart som beskrevs av Stoll 1813. Hagiomantis ornata ingår i släktet Hagiomantis och familjen Liturgusidae. Inga underarter finns listade i Catalogue of Life.